# Sainte-Honorine-du-Fay
Sainte-Honorine-du-Fay is een gemeente in het Franse departement Calvados (regio Normandië). De plaats maakt deel uit van het arrondissement Caen. Sainte-Honorine-du-Fay telde op 1 januari 2022 1.333 inwoners.

## Geografie
De oppervlakte van Sainte-Honorine-du-Fay bedroeg op 1 januari 2022 7,56 vierkante kilometer; de bevolkingsdichtheid was toen 176,3 inwoners per km².
De onderstaande kaart toont de ligging van Sainte-Honorine-du-Fay met de belangrijkste infrastructuur en aangrenzende gemeenten.

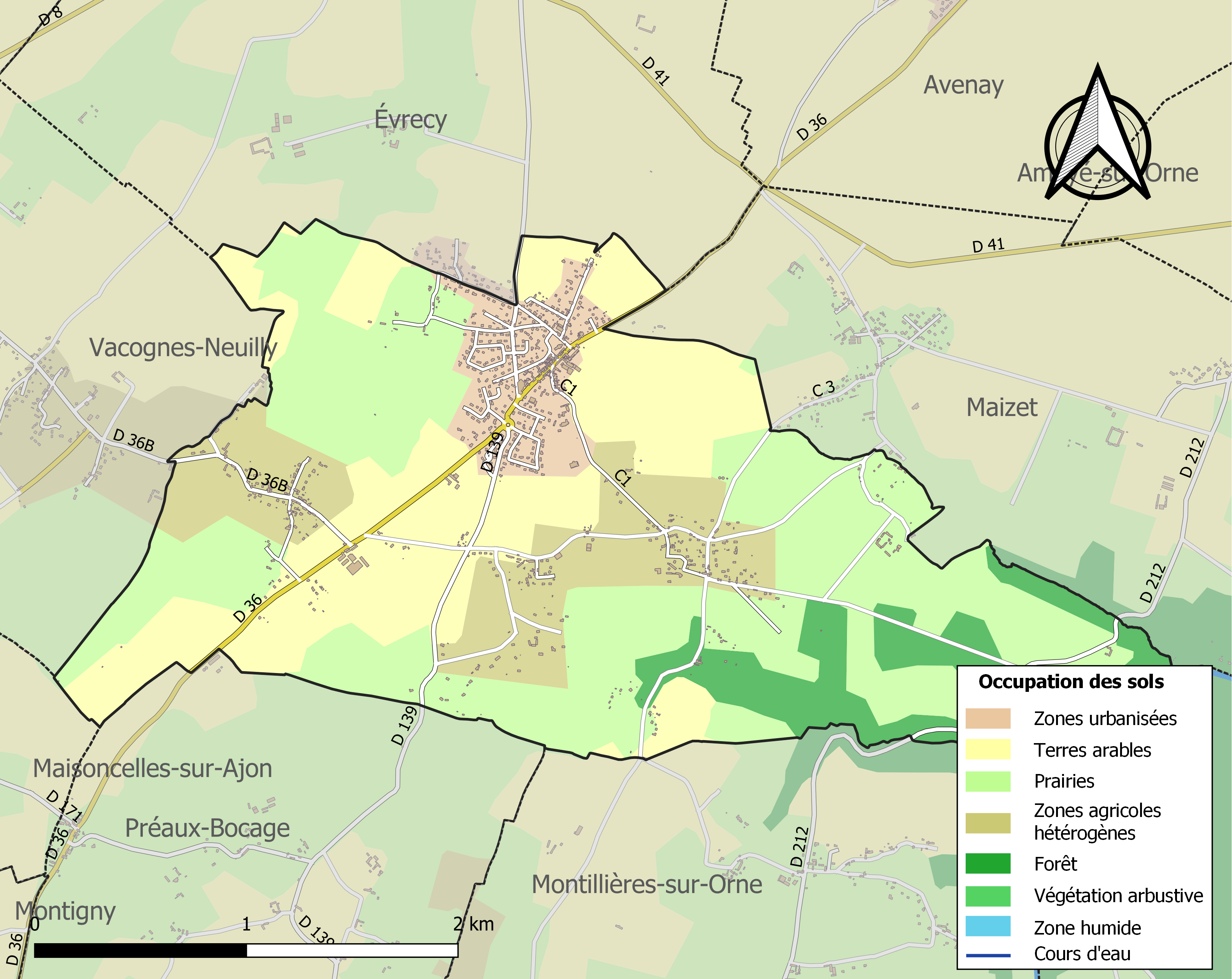

## Demografie
Onderstaande figuur toont het verloop van het inwonertal (bron: INSEE-tellingen).
Vanwege een beveiligingsprobleem met de MediaWiki Graph-software is het momenteel niet mogelijk deze grafiek weer te geven. Zodra de software is bijgewerkt zal de grafiek vanzelf weer zichtbaar worden.